# Korinna
A Korinna női név, vélhetőleg a görög Kora név származéka, de a német nyelvben a Kora, Kordula és Kornélia beceneveként is használatos.

## Gyakorisága
Az 1990-es években igen ritka név, a 2000-es években nem szerepel a 100 leggyakoribb női név között.

## Névnapok
- október 22.[2]

## Idegen nyelvi változatai
- Corinna (angol, német)
- Corina (román)

## Híres Korinnák
- Korinna ókori görög költőnő (i. e. 5. század)
- Kocsis Korinna szépségkirálynő
- Corina Morariu amerikai teniszező